# 봉중근
봉중근(奉重根, 1980년 7월 15일~)은 대한민국의 야구 선수, 지도자이다. 현역 시절 메이저 리그 베이스볼의 애틀랜타 브레이브스와 신시내티 레즈, KBO 리그의 팀인 LG 트윈스의 투수로 뛰었다.

## 아마추어 경력
봉중근은 서울특별시 강북구에서 태어났다. 1980년 신일고등학교 1학년 때인 1996년 제 50회 황금사자기 전국고교야구대회에서 팀이 올린 5승 중 4승을 책임졌고, 이듬해인 1997년 제 51회 대회에서는 팀의 4승을 혼자 거두며 신일고등학교의 2연패에 공헌했다.
1997년 캐나다 몽튼에서 열린 세계 청소년 야구 선수권 대회에서 36타수 18안타, 타율 0.500로 최우수 선수상을 수상하였다. 당시 4연속 경기 홈런을 기록하면서 왼손 거포로 평가받았다. 하지만 왼손 투수로서 140km대의 빠른 볼을 던지는 것을 보고 당시 메이저 리그 팀 애틀랜타 브레이브스의 '빌 클라크' 국제 담당 스카우트는 타자보다는 투수로서 성공할 가능성이 높다고 판단하여 입단 계약을 추진하였다.

## 메이저 리그 경력

#### 애틀랜타 브레이브스
1997년 10월 애틀랜타 브레이브스와 계약한 뒤 구단 산하 마이너 리그 팀 생활을 거치면서 투수로 정착했다. 그리고 2002년 애틀랜타 브레이브스 산하 더블 A 팀 그린빌 브레이브스에서 뛰다 4월 24일 홈 구장인 터너 필드에서 열린 애리조나 다이아몬드백스와의 경기에 선발 등판해, 최고의 투수로 꼽히는 커트 실링과 맞대결을 펼치며 메이저 리그 데뷔전을 치렀으나 6이닝 동안 4탈삼진, 8피안타(2볼넷) 5실점으로 패전 투수가 되었다. 하지만 2002년 마이너 리그에서 탈삼진 4위, 평균 자책점 6위를 기록하고 2003년 시범 경기에서 8경기 연속 무실점으로 9경기에서 평균자책점 1.42를 유지해 메이저 리그에 합류했다. 당시 메이저 리그에서 뛰고 있는 한국인 투수 중 유일한 좌완 투수로 활약하며 2003년 시즌 중반까지 좌완 중간 계투로 제 몫을 해냈으나 후반에 페이스가 떨어지며 마이너 리그로 내려갔다. 2004년 신시내티 레즈로 트레이드되어 마이너 리그에서 시즌 개막을 맞았다.

#### 신시내티 레즈
시즌 중반 팀 동료의 부상으로 메이저 리그로 승격되어 같은 해 6월 21일 메이저 리그 선발로 첫 승을 이루기도 했으나 다시 마이너 리그로 내려갔는데 본인(봉중근)에 앞서 정민철이 1999년 말 해당 구단(신시내티)과 시카고 컵스 토론토 블루제이스 등으로부터  스카우트 제의를 받기도 했다. 8월 4일에 어깨 통증으로 인해 9월 초, 관절경 수술을 받아 시즌을 끝냈다. 2005년 부상자 명단에 오른 채 시즌을 시작해 6월 중순에 재활 치료 이후 처음 마이너리그에 복귀해 등판한 경기에서 강습 타구에 왼손 타박상을 입었다. 11월 말에 도미니카 공화국 윈터리그에 참가했다. 2006년 2월 메이저 리그에서 마이너 리그 선수로 신분이 바뀌었다. 2006년 월드 베이스볼 클래식에 출전했다. 3월 23일 스프링 캠프에서 피츠버그 파이리츠와의 경기에서 구원 등판해 1이닝 무실점을 기록했다. 그는 시즌 시작 전 “올해도 메이저 리그 도전에 실패하면 국내로 복귀하겠다.”고 언급한 바 있다. 게다가, 그의 아버지가 암 투병으로 인해 건강이 좋지 않은 등 가정 문제가 겹쳐 대한민국 복귀 의사를 밝히자 신시내티 구단에서도 방출 요청을 받아들여 2006년 5월 신시내티 레즈에서 퇴단하고 귀국했다. 이후 아버지는 2012년에 암으로 사망하였다.

## LG 트윈스
마이너 리그에 계속 머물게 되면서 서서히 대한민국으로 복귀를 타진 하기 시작한 그는 드래프트 신청서를 작성하자마자 2006년 5월 18일에 연고 팀 LG 트윈스와 총액 13억 5,000만원(계약금 10억, 연봉 3억 5,000만원)에 입단 계약을 체결하였고, 그 해 신인 드래프트에 참가하여 1차 지명을 받아 입단하였다. 당시 두산 베어스는 이용찬과 임태훈을 이미 지명하여 입단시켰고, 김강률이 LG 트윈스의 1차 지명 직전 전학생 규정에 걸려 취소 되었기 때문에, 그는 LG 트윈스와 일찌감치 입단 협상을 진행했다. LG 트윈스가 신시내티 레즈에 낸 이적료가 없어서 협상도 유리하게 진행했다.
2007년에는 24경기에 등판하여 111.2이닝 동안 6승 7패, 5점대 평균 자책점을 기록하면서 부진했다. 2007년 5월 4일에는 두산 베어스 내야수 안경현과 빈볼 시비가 있기도 했다. 이 난투극으로 두 선수 모두 벌금형을 받았다. 2007 시즌 후 미국식 훈련에서 탈피하여 훈련량과 훈련 강도를 높여 2008 시즌을 대비했다.
2008년에는 좋은 성적으로 팀을 이끌어 갔으며, 그 해 가장 많은 이닝을 소화하였다. 시즌 중 개최된 베이징 올림픽에 국가대표팀으로 선발되어 대한민국 야구 국가대표팀의 금메달 획득에도 기여했다.
2009년 3월 9일에 제 2회 WBC 1라운드(일본 도쿄 돔)에서 열린 일본과의 아시아 예선 순위 결정전에서 선발로 등판해 5⅓이닝 동안 3피안타, 무실점으로 일본 타선을 꽁꽁 틀어막아 팀의 1점차 영봉승을 이끌었다. 삼성 라이온즈 윤성환이 2009년 전 구단 상대 승리투수를 먼저 기록한 뒤 그도 전 구단 상대 승리 투수 반열에 오르면서, 팀 선발진의 중심이 됐다.
2010년에는 시즌 초 당시 감독이었던 박종훈과 마찰이 생겨 문책성으로 2군에 내려갔고, 이 사건으로 그의 부인이 미니홈피에 박종훈을 비난하는 발언을 하여 물의를 일으키기도 했다. 1군 복귀 후 에이스로의 기질을 다시 보이며 꾸준히 성적을 이어 나갔다. 그는 선발진이 약했던 팀 마운드를 묵묵히 지켰고 사실상 팀의 살림꾼 역할을 했다. 그로 인해 무리가 와 광저우 아시안 게임에 출전하던 중 팔꿈치 통증을 느꼈고, 2011년에 팔꿈치 부상으로 인해 1승 2패로 부진했다. 2군으로 내려간 후 도미하여 조브 클리닉에서 검사를 받은 결과 팔꿈치 부상이 발견되어, 토미 존 수술을 받아 시즌을 마감했다. 재활 후에는 송신영의 FA 이적 및 리즈의 제구난으로 리즈를 대신하여 마무리로 등판, 대한민국 무대 복귀 이후 세이브를 기록하기 시작하였고 마무리로 완전히 전업하였다. 2013년 8월 17일 KIA전에서 30세이브를 기록하였으며, 2007년 우규민 이후 LG 트윈스에서 30세이브대를 기록하게 되었다.
두산 베어스와의 플레이오프 4차전에서 구원 등판해 0.1이닝동안 3실점하고 강판되었다. 이는 LG 트윈스가 11년 만에 진출한 포스트 시즌의 허무한 탈락이 된 시초가 되고 말았다.
2013년 시즌을 끝으로 이병규가 주장을 내려놓았고, 2014년 시즌 후임 주장 1순위로 꼽혔으나 결국 주장은 이진영이 되었다.
2015년 시즌을 끝으로 주장 이진영이 kt 위즈로 이적하고, 2016년 시즌 다시 한 번 주장 후보에 올랐으나 결국 주장은 류제국이 되었다.
2016년 시즌 후 FA를 신청하여 12월 23일 LG 트윈스와 2년 총액 15억원에 잔류하였다.
2017년 4월 30일 1군 복귀를 앞두고 등판한 두산 베어스와의 퓨처스리그 경기에서 어깨 인대를 다쳐 수술 후 1년 재활 판정을 받았다. 이후 2018년 9월 19일에 재활을 포기하고 현역 은퇴를 선언했다.

## 국가대표팀 경력

### 2008년 올림픽
2008년 하계 올림픽 당시 미국전에 선발로 등판하였다. 그 때 미국 팀 선발 투수는 브랜든 나이트였다.

### 월드 베이스볼 클래식

#### 2006년
2006년 월드 베이스볼 클래식 당시 3경기에 등판하여 2.2이닝 무안타 무실점으로 호투하였다. 이와 동시에 병역 문제도 해결하였다.

#### 2009년
2009년 월드 베이스볼 클래식 당시 야구 국가대표팀은 2009년 3월 7일 1번째 일본전 선발 투수로 베이징 올림픽 일본전에만 2승을 거둔 일본 킬러 김광현을 내세웠지만 일본 국가대표팀의 철저한 분석과 공략으로 김광현의 투구 패턴이 읽히면서 2-14로 콜드패를 당했다. 그래서 김인식 감독은 2번째 맞대결에서는 김광현 대신 볼 끝이 좋고 빠른 직구와 메이저 리그 경험을 가지고 있었던 그를 선발로 내세웠다. 그리고 그 경기에서 일본에 1-0 완봉승을 거두었다. 이후 2라운드 3번째 일본전에도 그를 선발로 내세워 4-1로 승리를 거두었다. 특히 일본 대표팀의 정신적 지주이기도 했고 신일고등학교 시절부터 자신의 우상으로 여겼던 이치로를 완벽하게 봉쇄했다는 것이 결정적이었다. 견제 모션을 취하자 이치로가 움찔하며 1루로 귀루하는 모습은 두고 두고 야구팬들에게 회자되었다. 대한민국에서는 그를 중국 하얼빈에서 이토 히로부미를 저격했던 안중근 의사와 이름이 같다고 하여 "봉의사"라고 빗대었고 그의 소속 팀 LG 트윈스는 티셔츠를 한정 판매하여 반나절 만에 매진되자 일본 네티즌들의 분노를 사기도 했다. 또 그의 이니셜인 J.K.를 "Japan Killer"로 빗대어 "재팬 킬러 봉"(Japan Killer Bong)이라고 하기도 하였다. 그는 일본과의 5번째 대결 겸 결승전에 선발 등판해 4이닝 1실점으로 호투했지만 연장 10회에 임창용이 이치로에게 결승타를 허용해 대표팀은 3-5로 패하여 준우승을 차지했다. 비록 WBC 해트트릭에 실패했지만, 이 대회를 통하여 그가 확실한 스타로 자리매김하게 되었다.
| 팀                                                      | 1 | 2 | 3 | 4 | 5 | 6 | 7 | 8 | 9 | R | H | E |
| 일본                                                    | 0 | 0 | 0 | 0 | 1 | 0 | 0 | 0 | 0 | 1 | 7 | 1 |
| 대한민국                                                | 3 | 0 | 0 | 0 | 0 | 0 | 0 | 1 | X | 4 | 4 | 0 |
| 승리 투수: 봉중근 패전 투수: 다르빗슈 유 세이브: 임창용 |   |   |   |   |   |   |   |   |   |   |   |   |

| 팀                                                                                 | 1 | 2 | 3 | 4 | 5 | 6 | 7 | 8 | 9 | 10 | R | H  | E |
| 일본                                                                               | 0 | 0 | 1 | 0 | 0 | 0 | 1 | 1 | 0 | 2  | 5 | 15 | 0 |
| 대한민국                                                                           | 0 | 0 | 0 | 0 | 1 | 0 | 0 | 1 | 1 | 0  | 3 | 5  | 1 |
| 승리 투수: 다르빗슈 유 패전 투수: 임창용 세이브: 없음 홈런: 한국 – 추신수(5회 1점) |   |   |   |   |   |   |   |   |   |    |   |    |   |

### 2010년 아시안 게임
자신의 선수 경력 첫 아시안 게임인 2010년 아시안 게임 당시 그는 대표팀의 주장을 맡았으며, 불펜으로 등판했다. 이 대회 때부터 그는 팔꿈치 통증을 느꼈고, 2011년 토미 존 수술을 받게 되었다.

## 에피소드
- 마무리로 나서게 된 첫 해 마무리로 좋은 모습을 보였다가, 2012년 6월 22일 잠실 롯데전에서 강민호에게 홈런을 허용하여 블론 세이브를 기록했고, 결국 LG 트윈스는 연장전 끝에 패했다. 그 날 그는 블론을 기록한 것에 대해 분을 삭이지 못하고 덕아웃 뒤에 있었던 소화전을 때리는 바람에 오른손 뼈가 골절됐다. 이 사건 이후 LG 트윈스가 급추락했다. 이러한 선수들의 흥분으로 인한 자해 사건을 방지하기 위해 2013년 시즌 전 당시 감독이었던 김기태는 당시 수석코치였던 조계현과 의논해 덕아웃 뒷편에 오뚝이 인형 2개를 설치하기로 했다.[20] 이 결과 LG는 11년 만에 포스트 시즌에 진출하게 되는 시초가 되기도 하였다.

## 개인사
신일고등학교를 중퇴하고 미국에 건너가 메이저 리그에 진출했을 때 그는 신분 유지를 위하여 미국에서 고등학교 과정을 완전히 마쳤고, 귀국 후 모교인 신일고등학교에서 명예 졸업장을 수여했다. 따라서 그는 신인 드래프트에 참가할 수 있었다. 프로골퍼 안시현 등과 함께 성균관대학교 스포츠과학부에 지원하여 합격하였다.

## 출신 학교
- 서울수유초등학교
- 신일중학교
- 신일고등학교
- 성균관대학교 스포츠과학부

## 경력
- 1998년 미국 메이저 리그 애틀랜타 브레이브스 입단
- 2004년 미국 메이저 리그 신시내티 레즈 트레이드
- 2006년 월드 베이스볼 클래식 한국 국가대표팀
- 2007년 LG 트윈스 1차 지명 입단
- 2007년 ~ 2018년까지 LG 트윈스 구단 소속
- 2009년 월드 베이스볼 클래식 한국 국가대표팀
- 2010년 아시안 게임 대표팀 주장

## 수상
- 1997년 봉황기 우수투수상
- 1997년 청룡기 최우수선수상
- 1997년 황금사자기 전국고교야구대회 우수투수상

## 별명
- '봉미미' : 미국 트리플A에서 활약했던 삼성 라이온즈의 새로운 용병 브라이언 메존의 인터뷰 중에서 "오늘 선발이었던 LG 트윈스 그에 대해서는 알고있나?"라는 질문에 "전혀 알지 못했다. 미국에서 뛰는 미미한 모든 선수들에 대해서까지 알 수는 없다. 오늘 처음 미국에서 활동했었다는 이야기는 전해들었다." 라고 해서 붙여진 별명.
- '봉타나' : 그와 메이저 리그 뉴욕 메츠의 투수 요한 산타나를 합친 합성어 형식의 별명으로 둘 모두 좌완에 좋은 에이스감이고 서클 체인지업이 좋은 까닭에 붙여진 별명.
- '봉크라이' : 그가 선발로 나와 호투했음에도, 팀 타선의 침묵으로 유독 승운이 따르지 않자, 그가 덕아웃에서 울먹이는 모습이 포착되어 붙여진 별명이다.
- '봉의사' : 2009년 WBC 2차 3라운드에서 그가 견제 시늉으로 1루에 있던 스즈키 이치로 선수를 두 번이나 절하게 했다고 해서 붙여진 별명이다. 중국 하얼빈에서 이토 히로부미를 저격한 안중근 의사를 패러디 한 것이다. 그의 소속 구단 LG 트윈스는 안중근 의사의 위인전 표지에 그의 얼굴을 합성해 만든 티셔츠를 판매에 논란이 되기도 했다.
- '봉박사': 선수 은퇴 후 2019 시즌 KBS N 스포츠의 야구해설위원으로 변신하면서 이광용 KBS 아나운서가 봉중근에게 만든 새로운 별명이다. 즉, '새로운 야구박사'

## 통산 기록
| 연 도           | 소 속           | 나 이           | 승 리 | 패 전 | 승 률 | 평 자 책 | 출 장 | 선 발 | 완 투 | 완 봉 | 세 이 브 | 홀 드 | 이 닝 | 피 안 타 | 피 홈 런 | 볼 넷 | 고 4 | 탈 삼 진 | 몸 맞 | 보 크 | 폭 투 | 실 점 | 자 책 | 타 자 수 | W H I P |
| --------------- | --------------- | --------------- | ----- | ----- | ----- | -------- | ----- | ----- | ----- | ----- | -------- | ----- | ----- | -------- | -------- | ----- | ---- | -------- | ----- | ----- | ----- | ----- | ----- | -------- | ------- |
| 2002            | ATL             | 22              | 0     | 1     | .000  | 7.50     | 1     | 1     | 0     | 0     | 0        | 0     | 6.0   | 8        | 0        | 2     | 0    | 4        | 0     | 0     | 0     | 5     | 5     | 27       | 1.67    |
| 2003            | ATL             | 23              | 6     | 2     | .750  | 5.05     | 44    | 0     | 0     | 0     | 1        | 3     | 57.0  | 56       | 8        | 31    | 6    | 47       | 2     | 1     | 6     | 32    | 32    | 247      | 1.53    |
| 2004            | CIN             | 24              | 1     | 1     | .500  | 4.70     | 3     | 3     | 0     | 0     | 0        | 0     | 15.1  | 17       | 3        | 10    | 0    | 11       | 0     | 0     | 1     | 13    | 8     | 75       | 1.76    |
| 2007            | LG              | 27              | 6     | 7     | .462  | 5.32     | 24    | 22    | 0     | 0     | 0        | 0     | 111.2 | 121      | 6        | 53    | 0    | 56       | 7     | 0     | 11    | 71    | 66    | 498      | 1.56    |
| 2008            | LG              | 28              | 11    | 8     | .579  | 2.66     | 28    | 28    | 0     | 0     | 0        | 0     | 186.1 | 153      | 13       | 68    | 0    | 140      | 12    | 0     | 6     | 66    | 55    | 767      | 1.19    |
| 2009            | LG              | 29              | 11    | 12    | .478  | 3.29     | 26    | 26    | 0     | 0     | 0        | 0     | 172.1 | 160      | 13       | 57    | 0    | 127      | 14    | 0     | 7     | 70    | 63    | 719      | 1.26    |
| 2010            | LG              | 30              | 10    | 9     | .526  | 3.58     | 28    | 28    | 0     | 0     | 0        | 0     | 178.1 | 166      | 13       | 69    | 2    | 130      | 14    | 1     | 11    | 74    | 71    | 752      | 1.32    |
| 2011            | LG              | 31              | 1     | 2     | .333  | 4.96     | 4     | 3     | 0     | 0     | 0        | 0     | 16.1  | 13       | 1        | 9     | 0    | 7        | 5     | 1     | 0     | 9     | 9     | 75       | 1.35    |
| 2012            | LG              | 32              | 0     | 1     | .000  | 1.18     | 40    | 0     | 0     | 0     | 26       | 0     | 38.0  | 26       | 1        | 10    | 0    | 36       | 4     | 0     | 1     | 5     | 5     | 152      | 0.95    |
| 2013            | LG              | 33              | 8     | 1     | .889  | 1.33     | 55    | 0     | 0     | 0     | 38       | 0     | 61.0  | 44       | 2        | 27    | 3    | 54       | 3     | 0     | 3     | 10    | 9     | 241      | 1.16    |
| 2014            | LG              | 34              | 2     | 4     | .333  | 2.90     | 50    | 0     | 0     | 0     | 30       | 0     | 49.2  | 51       | 2        | 17    | 2    | 45       | 4     | 0     | 6     | 16    | 16    | 216      | 1.37    |
| 2015            | LG              | 35              | 5     | 2     | .714  | 4.93     | 47    | 2     | 0     | 0     | 15       | 0     | 49.1  | 60       | 10       | 23    | 4    | 39       | 6     | 0     | 3     | 28    | 27    | 223      | 1.68    |
| 2016            | LG              | 36              | 1     | 0     | 1.000 | 4.95     | 19    | 5     | 0     | 0     | 0        | 2     | 36.1  | 41       | 4        | 22    | 0    | 20       | 0     | 0     | 0     | 23    | 20    | 175      | 1.73    |
| MLB 통산 : 3년  | MLB 통산 : 3년  | MLB 통산 : 3년  | 7     | 4     | .636  | 5.17     | 48    | 4     | 0     | 0     | 1        | 3     | 78.1  | 81       | 11       | 43    | 6    | 62       | 2     | 1     | 7     | 50    | 45    | 349      | 1.58    |
| KBO 통산 : 10년 | KBO 통산 : 10년 | KBO 통산 : 10년 | 55    | 46    | .540  | 3.35     | 302   | 109   | 0     | 0     | 109      | 0     | 863.0 | 794      | 65       | 355   | 11   | 654      | 69    | 2     | 48    | 372   | 341   | 3818     | 1.32    |

- 시즌 기록 중 굵은 글씨는 해당 시즌 최고 기록

## 같이 보기
- 대한민국 출신 메이저 리그 베이스볼 선수 목록

## 참조
1. ↑  봉, 잡았다 - 金, 빛났다…“대한야구 만세” 이끈 주역 2인 《동아일보》, 2009년 3월 19일 작성
2. ↑  “[스포츠 단신]이상훈·정민철, 해외진출 가속화”. 중도일보. 1999년 12월 17일. 2022년 4월 25일에 확인함.
3. ↑  신시내티 단장 해임은 봉중근 탓? - 스포츠조선
4. ↑  봉중근, 국내 복귀 가능성은? - 연합뉴스
5. ↑  신시내티, 봉중근 방출하기로 결정 - 스포츠서울
6. ↑  봉중근, 국내 복귀 공식 타진 - 연합뉴스
7. ↑  '예비역' 김강률, "입단 동기들 보며 분발 중" - OSEN
8. ↑  봉중근, LG에서 얼마나 받을까 - 연합뉴스
9. ↑  왼손 타자들, 기술이 늘었다 LG 왼손 에이스 봉중근[깨진 링크(과거 내용 찾기)] 《스포츠 2.0》, 2008년 7월 22일
10. ↑  김성근 감독 "박종훈 감독, 용기 있네" - 뉴시스
11. ↑  봉중근, 왼쪽 팔꿈치 토미 존 수술 결정…시즌 아웃[깨진 링크(과거 내용 찾기)] - OSEN
12. ↑  봉중근, LG 마무리 30세이브 시대 다시 열었다 - 마이데일리
13. ↑  LG, FA 봉중근과 2년 15억원에 재계약 -마이데일리
14. ↑  ‘봉의사’ 봉중근, 재활 포기 후 결국 현역 은퇴 - 스포츠동아
15. ↑  봉중근 "계약금 10억원도 과분하다."[깨진 링크(과거 내용 찾기)] - 노컷뉴스
16. ↑  철벽 '황금계투' 일본 잠재우다 《한겨레》, 2009년 3월 10일 작성
17. ↑  한일 네티즌, 스포츠로 감정 격화 - 쿠키뉴스
18. ↑  WBC 공식 홈페이지 2009년 3월 18일 경기 박스스코어
19. ↑  공식 홈페이지 2009년 3월 24일 경기 박스스코어
20. ↑  김기태 감독의 파격 행보, 분풀이용 오뚝이 설치 - 스포츠조선
21. ↑  '봉열사' LG 봉중근 공부 한 풀러 대학 간다 - 스포츠조선
22. ↑  탈북 복서 최현미, 유재석 앞에서 `맞짱` - 중앙일보